# 酒泉钢铁集团公司
酒泉钢铁集团公司（上交所：600307）位于中国甘肃省嘉峪关市，简称酒钢。公司主要生产线材、棒材、中厚板和钢丝绳。公司企业文化的核心为“铁山精神”，即“艰苦创业，坚韧不拔，勇于献身，开拓前进”。
公司始建于1958年，是中华人民共和国第一个五年计划（“一五”）期间重点建设项目之一。
2000年12月，酒泉钢铁集团公司的子公司“酒钢宏兴”股票在上交所上市交易，并于2006年完成股权分置改革。